# DDR-Badmintonmeisterschaft 1977
Die DDR-Badmintonmeisterschaft 1977 fand vom 21. bis zum 22. Mai 1977 in Greifswald statt. Es war die 17. Austragung der Titelkämpfe.

## Medaillengewinner
| Disziplin    | Gold                                                        | Silber                                                                  | Bronze                                                                             |
| ------------ | ----------------------------------------------------------- | ----------------------------------------------------------------------- | ---------------------------------------------------------------------------------- |
| Herreneinzel | Edgar Michalowski (Einheit Greifswald)                      | Erfried Michalowsky (Einheit Greifswald)                                | Joachim Schimpke (Fortschritt Tröbitz)                                             |
| Herreneinzel | Edgar Michalowski (Einheit Greifswald)                      | Erfried Michalowsky (Einheit Greifswald)                                | Detlef Sprenger (EBT Berlin)                                                       |
| Dameneinzel  | Monika Cassens (HSG Lok HfV Dresden)                        | Angela Michalowski (Einheit Greifswald)                                 | Renate Thurow (Einheit Greifswald)                                                 |
| Dameneinzel  | Monika Cassens (HSG Lok HfV Dresden)                        | Angela Michalowski (Einheit Greifswald)                                 | Astrit Schreiber (Fortschritt Hohenstein-Ernstthal)                                |
| Herrendoppel | Erfried Michalowsky Edgar Michalowski (Einheit Greifswald)  | Joachim Schimpke Roland Riese (Fortschritt Tröbitz)                     | Volker Herbst Gerd Pigola (HSG DHfK Leipzig)                                       |
| Herrendoppel | Erfried Michalowsky Edgar Michalowski (Einheit Greifswald)  | Joachim Schimpke Roland Riese (Fortschritt Tröbitz)                     | Jürgen Brösel Michael Franz (Einheit Greifswald)                                   |
| Damendoppel  | Christine Zierath Angela Michalowski (Einheit Greifswald)   | Monika Cassens Christel Sommer (HSG Lok HfV Dresden / HSG DHfK Leipzig) | Renate Thurow Ilona Michalowsky (Einheit Greifswald)                               |
| Damendoppel  | Christine Zierath Angela Michalowski (Einheit Greifswald)   | Monika Cassens Christel Sommer (HSG Lok HfV Dresden / HSG DHfK Leipzig) | Astrit Schreiber Edeltraut Schmidt (Fortschritt Hohenstein-Ernstthal / EBT Berlin) |
| Mixed        | Erfried Michalowsky Angela Michalowski (Einheit Greifswald) | Claus Cassens Monika Cassens (HSG Lok HfV Dresden)                      | Volker Herbst Christel Sommer (HSG DHfK Leipzig)                                   |
| Mixed        | Erfried Michalowsky Angela Michalowski (Einheit Greifswald) | Claus Cassens Monika Cassens (HSG Lok HfV Dresden)                      | Edgar Michalowski Renate Thurow (Einheit Greifswald)                               |